# Перенормування
Перенормування — математична процедура, що застосовується в квантовій електродинаміці та інших областях теоретичної фізики для уникнення проблеми розбіжності рядів та невласних інтегралів.
Перенормування зводиться до дописування у вихідну функцію Лагранжа певного числа контрчленів із певними сталими перед ними. Значення цих сталих знаходяться із тієї умови, щоб інтеграли збігалися. З фізичної точки зору перенормування зводиться до заміни параметрів системи, таких як заряд та маса частинок, на інші значення. Наприклад, маса частинки стає іншою завдяки взаємодії із створеним нею ж електромагнітним полем.